# Ordine al merito dello stato federale di Berlino
L'ordine al merito dello Stato federale di Berlino è un ordine cavalleresco del Land tedesco di Berlino.
È stato fondato il 21 luglio 1987 in occasione del 750º anniversario della fondazione di Berlino.
L'ordine è assegnato annualmente il 1º ottobre (anniversario della fusione il 1º ottobre 1920 di molti piccoli villaggi che hanno dato vita alla Grande Berlino e dell'entrata in vigore, il 1º ottobre 1950, della costituzione del Land.
L'ordine non può contare più di 400 insigniti in vita. Attualmente è stato assegnato 320 volte.
L'ordine è concesso dal senato su proposta del sindaco.

## Insegne
- L'insegna è da portare al collo ed è costituita da una croce maltese smaltata di bianco con bordo rosso e con al centro l'emblema della città.
- Il nastro è bianco con bordi rossi.